# Артур Фрajнрајх
Артур Фрајнрајх (порт. Arthur Friedenreich), (Сао Пауло, 18. јул 1892. — 6. септембар 1969) био је бразилски фудбалски играч који је играо за Бразил. на Копа Америка 1937, Копа Америка 1919 и Копа Америка 1922.
Артур Фрајнрајх је током каријере добио надимак тигар и црна перла. Он је почео своју фудбалску каријеру док се у Бразилу још играо аматерски фудбал, период који је трајао до 1933. године. Касније је признаван за једног од највољих стрелаца а и даље се води полемика о томе.
Фрајнрајх је рођен у Сао Паулоу од оца Оскара пословног човека, пореклом немачког десељеника, и мајке Матилде , бразилске црнкиње, праље која је вукла корене од робова. Фрајденрајх је био први професионални фудбалер који је имао и афро−бразилсо порекло. У његово време у бразилском фудбалу су доминирали белци а играчи који су имали тамнију пут нису били прихватани. Фрајнрајх је током играчке каријере наилазио на многе потешкоће као што су расизам. Он није могао да посећује места на које су бели играчи одлазили као што су базени за пливање, тенис и забаве. Also Friedenreich found it hard to make connections and friends in the world of Brazilian football due to the color of his skin. Такође му је било јако тешко да ствара пријатељства у свету бразилског фудбала, исто због бије његове коже.

### Голгетер
Фрајнрајх је био најбољи стрелац у Лиги Паулиста током следећих година:
| Година | Клуб          | Голова |
| ------ | ------------- | ------ |
| 1912   | Макензи колеџ | 12     |
| 1914   | Паулистано    | 12     |
| 1917   | Ипаранга      | 15     |
| 1918   | Паулистано    | 25     |
| 1919   | Ипаранга      | 26     |
| 1921   | Паулистано    | 33     |
| 1927   | Паулистано    | 13     |
| 1928   | Паулистано    | 29     |
| 1929   | Паулистано    | 16     |

Због интерне свађе и поделе лиге на ЛПФ и АПЕА Фрајнрајх је у четири сезоне делио позицију најбољег стрелца са следећим играчима:
| Година | Играч   | Клуб        | Голова |
| ------ | ------- | ----------- | ------ |
| 1914   | Неко    | Коринтијанс | 12     |
| 1927   | Аракен  | Сантос      | 31     |
| 1928   | Хеитор  | Палмеирас   | 16     |
| 1929   | Феитико | Сантос      | 12     |

## Признања

### Клуб
- Лига Паулиста: 1918, 1919, 1921, 1926, 1927, 1929, 1931

### Међународне
- Првенство Јужне Америке: 1919, 1922
- Куп Рока: 1914

### Индивидуална
- Голгетер прванства Јужне Америке 1919.
- Бразилски играч двадесетог века (5. место)[4]
- Јужноамерички играч двадесетог века (13. место)[4]